# لاربرت
لاربرت (به انگلیسی: Larbert) یک شهرک در اسکاتلند است که در فالکرک واقع شده است. لاربرت ۹٬۱۴۳ نفر جمعیت دارد.